# 万盛街道 (重庆市)
万盛街道，是中华人民共和国重庆市綦江区下辖的一个乡镇级行政单位。

## 行政区划
万盛街道下辖以下地区：
万新社区、建设社区、新田社区、万东北路一段社区、万东北路二段社区、松林社区和砚石台社区。